# Eugenia calcadensis
Espèce
Synonymes
- Eugenia calcadensis Bedd.[2]
- Syzygium calcadense (Bedd.) Chandrash. in Biol. Membr. Abstr. 2: 57 (1977)

Statut de conservation UICN

 VU B1+2c : Vulnérable
Eugenia calcadensis est une espèce de plantes à fleurs de la famille des Myrtaceae. C'est un arbre endémique de l'état du Tamil Nadu en Inde. Il pousse en milieu tropical humide.

## Publication originale
- The Flora Sylvatica for Southern India 110. 1872.